# Chiesa di San Martino Vescovo (Legnago)
La chiesa di San Martino Vescovo è il duomo di Legnago, in provincia e diocesi di Verona; inoltre, è la chiesa madre del vicariato di Legnago.

## Storia

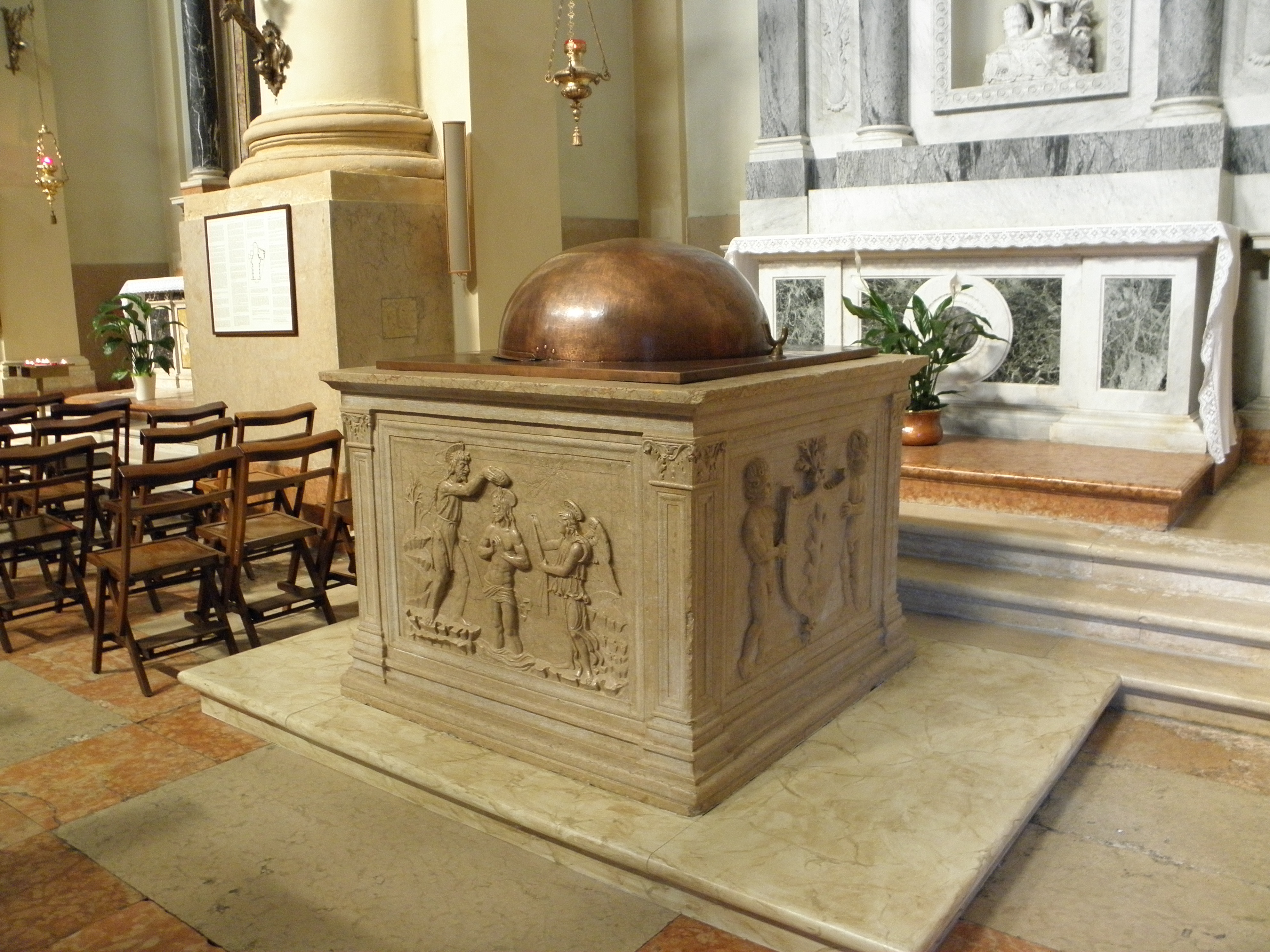
Il fonte battesimale

La prima citazione della pieve di Legnago risale al 1140. Tra la fine del Trecento e l'inizio del Quattrocento la chiesa venne riedificata a tre navate; la consacrazione fu impartita nel 1416 dal vescovo di Verona Guido Memo. Nel 1777 fu demolito l'antico convento di Sant'Antonio per far posto all'attuale duomo, edificato tra il 1779 ed il 1816 e consacrato il 5 marzo di quello stesso anno. Intanto, nel 1802 era stata demolita l'antica pieve. Tra il 1823 ed il 1833 venne sopraelevato il campanile e, tra il 1838 ed il 1843, rifatto il pavimento. Infine, tra il 2000 ed il 2010 l'edificio fu completamente restaurato.

## Descrizione

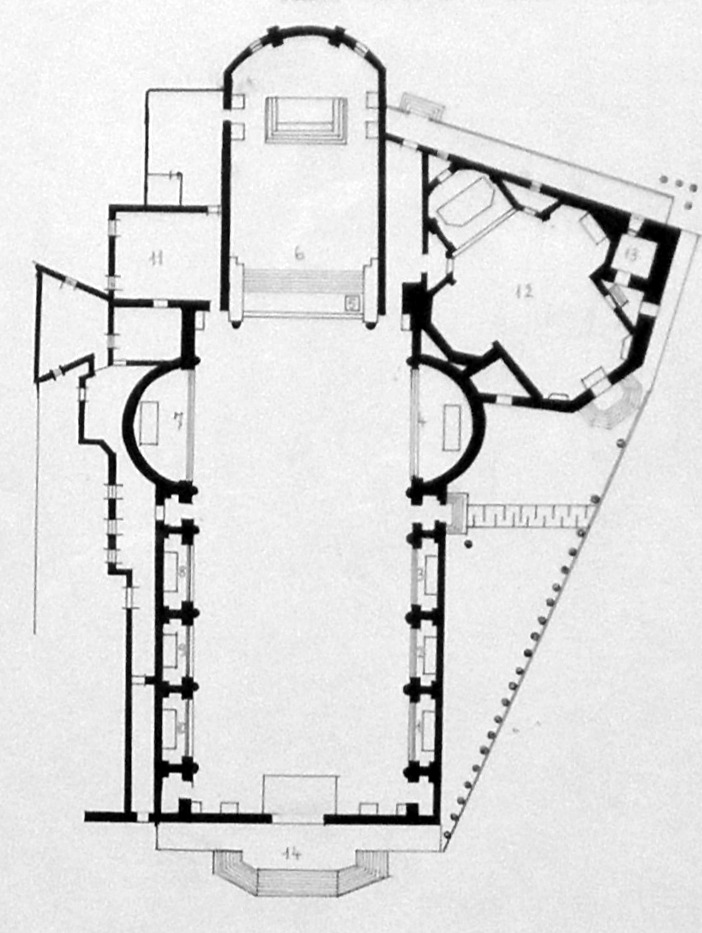
Pianta del duomo

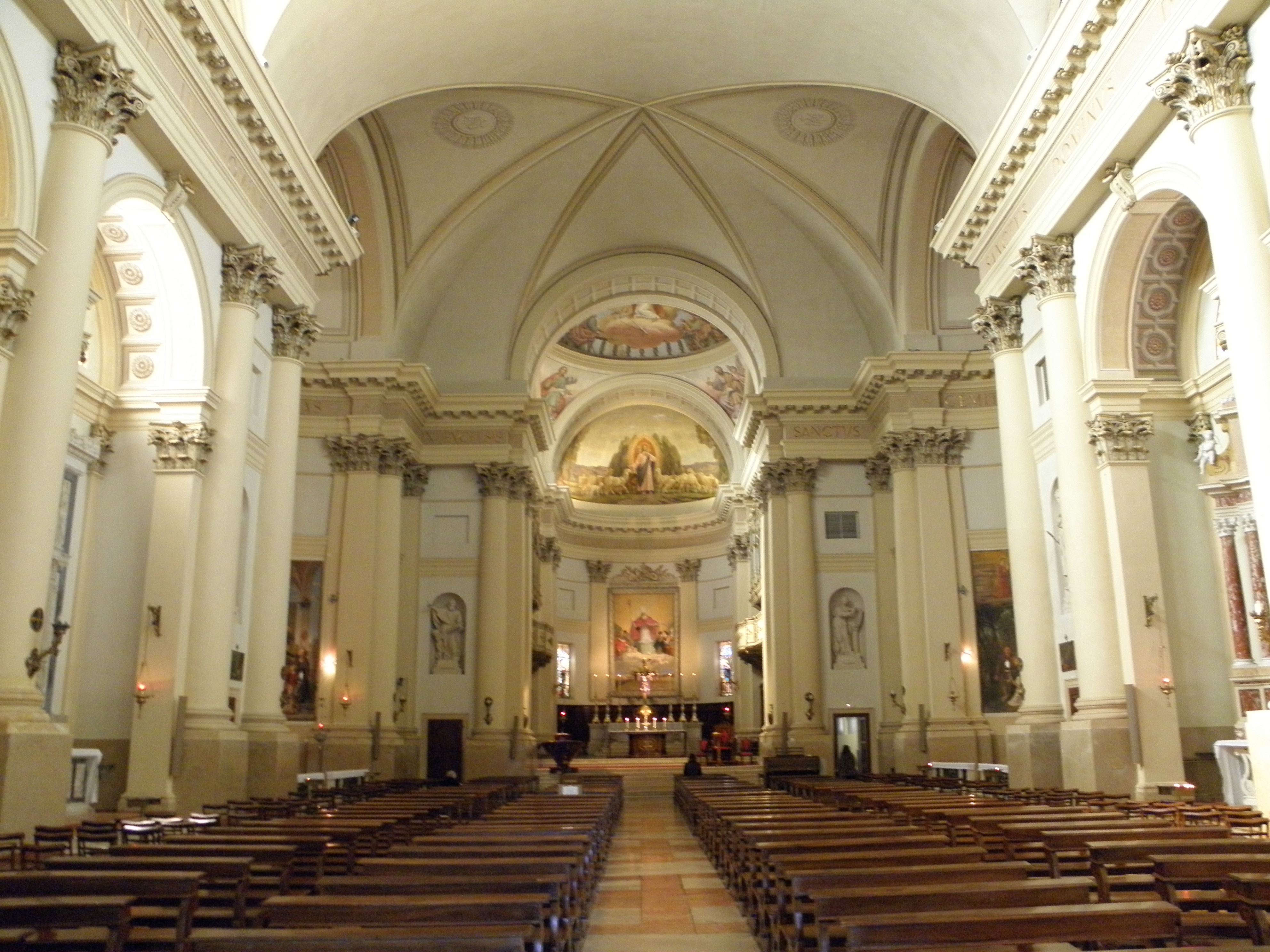
L'interno

La chiesa si presenta all'esterno con una facciata a capanna molto semplice, con mattoni a vista mentre al suo interno si trovano molteplici opere artistiche tra le quali la pala di San Martino ubicata nell'abside (olio su tela, 480x350cm realizzata da Antonio Maria Perlotto Pomè). Quest'opera è una commemorazione ed un dono votivo della comunità legnaghese per la scampata inondazione dell'Adige del 1839. Essa rappresenta il protettore della cittadina nel momento in cui, dal paradiso, invia un angelo con un ramoscello d'ulivo con il compito di placare l'ira del fiume. Ai piedi del santo si scorge una rappresentazione ottocentesca della città.

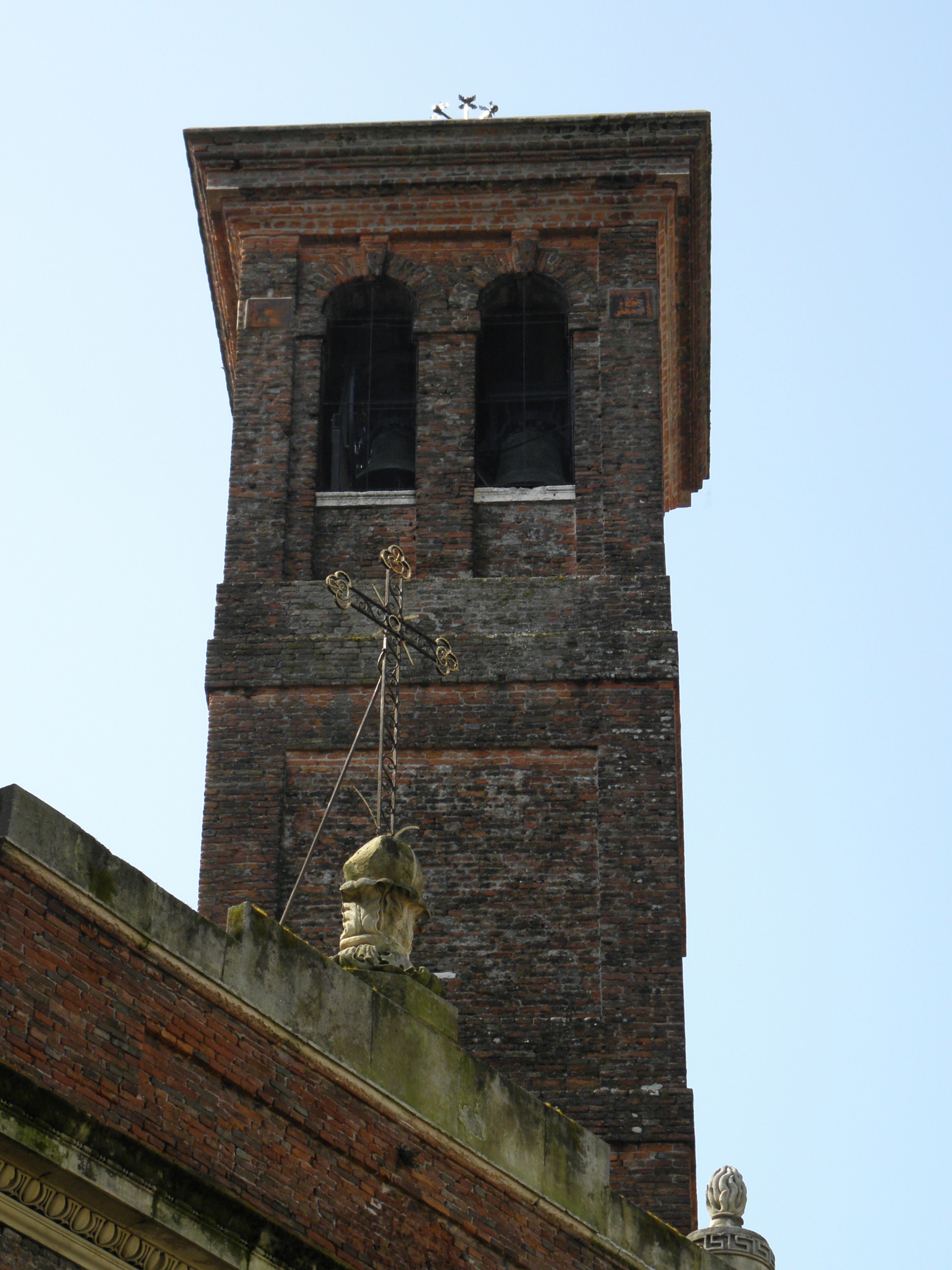
Il campanile

Sull'altare dell'Addolorata è collocata una pietà risalente al Quattrocento appartenente alla scuola austro-boema. Sono inoltre presenti cinque statue ottocentesche realizzate da Innocenzo Fraccaroli, uno stimato scultore veronese.
Lungo i lati della navata interna sono presenti una cappella absidata e tre cappelle minori; la navata si conclude con una zona presbiteriale rialzata con soffitto cupolato.

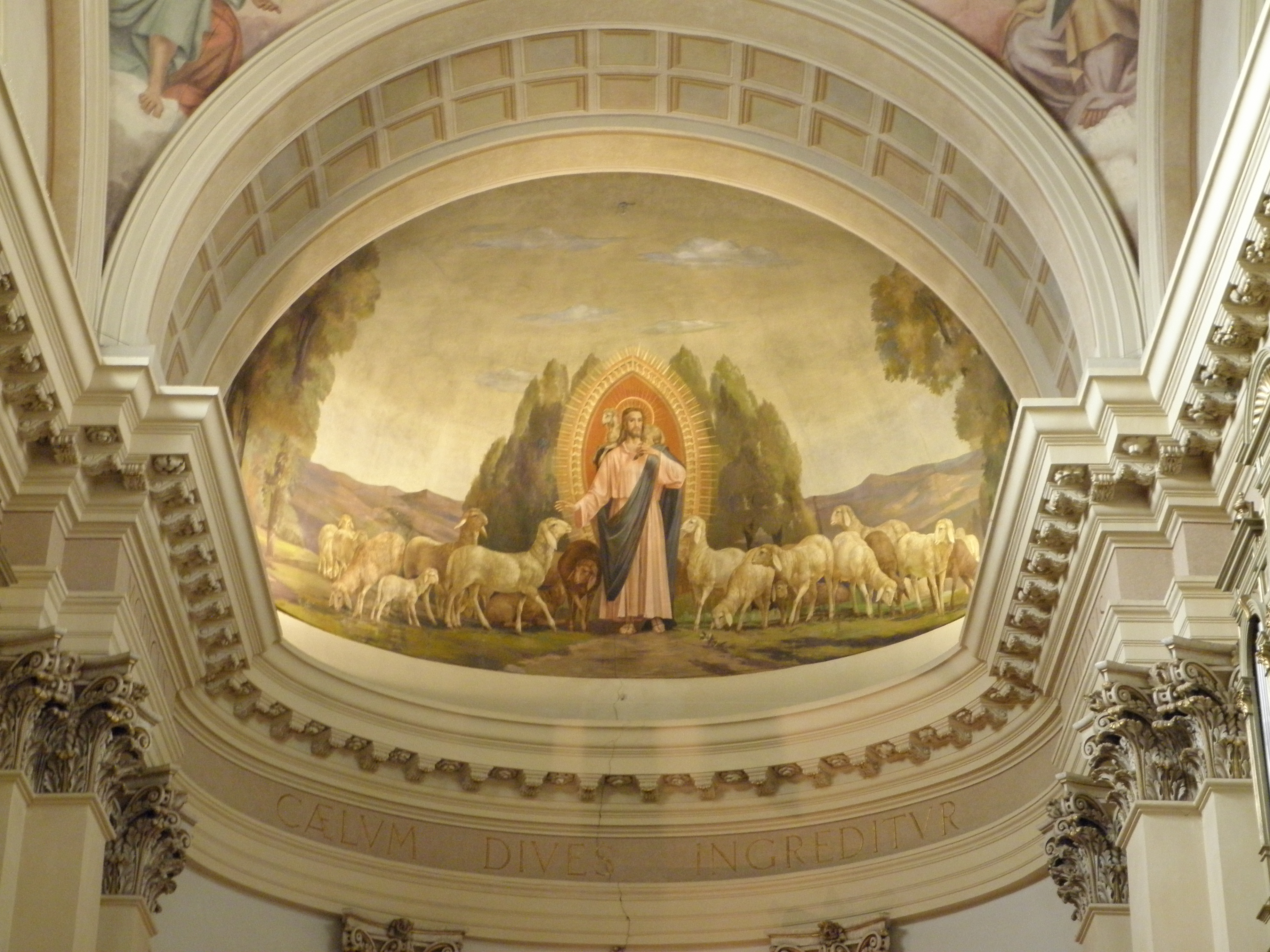
L'affresco del Buon Pastore

Le 6 campane presenti sul campanile sono state fuse da Achille ed Ettore Cavadini di Verona nel 1901. La maggiore di 982 kg suona la nota RE3.
Altre opere di pregevole fattura conservate all'interno dell'edificio sono un olio su tela (databile al XVI secolo) appartenente ad un ignoto autore di scuola veronese il quale rappresenta la Madonna in trono con Bambino tra i santi Giovanni e Andrea e la cena in Emmaus realizzata da Adeodato Malatesta. Il fonte battesimale risale al Quattrocento.
Nella zona presbiteriale, a destra e a sinistra, in alto, sono collocati i due organi settecenteschi: vennero profondamente modificati nel Novecento e uniti in un unico strumento, restaurato più volte nel corso del secolo (l'ultimo intervento risale agli anni novanta).